# Ordelaffi
Els Ordelaffi eren una família nobiliària italiana que va governar a Forlì, Cesena, Forlimpopoli, Bertinoro i Castrocaro als segles xiv i xv.
No se sap com van accedir al poder però el 1302 Scarpetta Ordelaffi, que era gibel·lí, se'n titulava vicari pontifici i fou capità del poble de Forlì i més tard va dominar Bertinoro (1306), Forlimpopoli i Cesena. El 1357 el Papa va enviar contra la família al cardenal Albornoz que el 1357 es va apoderar de Cesena i Bertinoro i el 1359 de Forli defensada per Francesc Ordelaffi i la seva dona Cia Ubaldini, deixant només a la família les ciutats de Forlimpopoli i Castrocaro. El 1360 Albornoz va destruir Forlimpopoli.
Sinibald va recuperar Forlì el 1376 però la família fou enderrocada per una revolta popular favorable als güelfs el 1405 però el 1411 van recuperar el poder. El 1424 els seus dominis foren ocupats per Milà i poc després foren entregats al Papa però els Ordelaffi van tornar el 1433 per ser deposats per forces del Papa tres anys després. Pino III Ordelaffi va enderrocar i matar el seu germà Francesc IV Ordelaffi, i es va distingir com a patró d'artistes però durant el seu govern es va practicar la violència contra els enemics; també va matar les seves primera i segona dona però finalment fou assassinat per la seva tercera dona Lucrècia Pico della Mirandola el 1480. El Papa va reclamar Forlì que finalment va dominar al cap de poc i la va donar al seu nebot Gerolamo Riario. El 1499 fou ocupada per Cèsar Borja, però el 1503 els Ordelaffi van retornar i van tornar a dominar Forlì uns mesos. Després ja no tornen a aparèixer. El seu blasó era un lleó rampant verd en camp daurat.

## Llista dels senyors Ordelaffi
- Teobald I Ordelaffi, cap dels gibel·lins vers 1300
- Scarpetta Ordelaffi 1295-1315 (vicari des del 1302)
- Pino I Ordelaffi senyor a Bertinoro 1306-1310
- Francesc I Ordelaffi 1315-1331
- Al Papa 1331-1333
- Francesc II Ordelaffi 1333-1359
- al Papa 1359-1376
- Sinibald I Ordelaffi 1376-1385
- Pino II Ordelaffi 1385-1402
- Francesc III Ordelaffi 1402-1405
- Comuna 1405-1411
- Jordi Ordelaffi 1411-1423
- Teobald II Ordelaffi 1423-1424
- A Milà (Felip Maria Visconti) 1424-1426
- Al Papa 1426-1433
- Antoni I Ordelaffi 1433-1436
- Al Papa 1436-1438
- Antoni I (segona vegada) 1438-1448
- Francesc IV Ordelaffi 1448-1466
- Pino III Ordelaffi 1466-1480
- Sinibald II Ordelaffi 1480
- Francesc V Ordelaffi 1480
- Gerolamo Riario (senyor a Imola des del 1474 al 1488) 1480-1488
- Octavià Riario (també a Imola) 1488-1499
- Cèsar Borja 1499-1503
- Antoni II Ordelaffi 1503-1504
- al Papa 1504-1797